# Podalonia nigriventris
Podalonia nigriventris là một loài côn trùng cánh màng trong họ Sphecidae, thuộc chi Podalonia. Loài này được Gussakovskij miêu tả khoa học đầu tiên năm 1934.